# Godzilla (1998)
Godzilla is een Amerikaanse monsterfilm uit 1998, gebaseerd op de gelijknamige filmfranchise uit Japan. De film werd geregisseerd door Roland Emmerich. Hoofdrollen werden vertolkt door Matthew Broderick, Jean Reno, Maria Pitillo, Hank Azaria, Michael Lerner en Kevin Dunn.
Dankzij een wereldwijde promotiecampagne werd de remake sterk opgehypet, maar ondanks een grote opbrengst slecht ontvangen door critici en fans van de oorspronkelijke franchise.

## Verhaal
De film begint met oude beelden van Franse nucleaire testen in de Grote Oceaan. Bij deze testen worden veel leguanen blootgesteld aan de straling.
In 1998 wordt een Japanse vissersboot aangevallen door een monster. Slechts een overlevende wordt later gevonden. Wanneer hij in het ziekenhuis wordt ondervraagd over wat hij gezien heeft, is zijn enige reactie Gojira. Niet veel later ondergaan drie vissersboten hetzelfde lot.
De film begeeft zich vervolgens naar de omgeving van Tsjernobyl, waar de wetenschapper Dr. Niko "Nick" Tatapolous onderzoek doet naar het effect van ioniserende straling op de lokale flora en fauna. Hij wordt bezocht door een agent van de Amerikaanse overheid, die hem nodig heeft voor een klus in Panama. In Panama is het wrak van een Japanse vissersboot gevonden, zwaar gehavend door iets wat lijkt op een enorme klauw. Tevens wordt een kolossale pootafdruk van een reptielachtig wezen gevonden. Nick onderzoekt wat weefselmonsters die hij bij de pootafdruk vond, en concludeert dat het wezen dat deze afdrukken heeft gemaakt een onbekende levensvorm is.
Dan arriveert het monster in New York, en houdt flink huis in Manhattan. De stad wordt geëvacueerd, en het leger wordt erbij gehaald om het beest te doden. Nick haast zich ook naar New York. Hij ontdekt dat het monster, dat al snel de naam Godzilla krijgt, vis eet. Dat is ook de reden dat hij vissersboten aanviel. Op zijn advies lokt het leger Godzilla naar een centraal plein met een grote lading vis. De poging om het monster daar te doden faalt omdat Godzilla ongevoelig blijkt voor de kleine vuurwapens. Godzilla ontsnapt, maar Nick slaagt er wel in een klein bloedmonster te bemachtigen van het beest. Daar zet hij zijn onderzoek mee voort en doet een schokkende ontdekking: Godzilla is zwanger. Hij kan zich ongeslachtelijk voortplanten en is naar New York gekomen om zijn eieren te leggen.
Wanneer een video waarop te zien is hoe de Japanse visser wordt ondervraagd over Godzilla wordt gestolen door Nicks ex-vriendin Audrey Timmonds (die graag verslaggeefster wil worden), wordt Nick uit het team gezet. Hij wordt opgezocht door een Fransman die al een tijdje de vreemde verschijnselen rondom Godzilla onderzocht. De man stelt zich voor als Philippe Roaché, een agent van de DGSE. Hij stelt voor om samen met Nick Godzilla’s nest te gaan zoeken, wat vermoedelijk ergens in de metrogangen of riolen van de stad is. Ze worden gevolgd door Audrey en haar cameraman, Victor "Animal" Palotti.
Het leger lokt Godzilla nog een keer uit zijn schuilplaats met vis en ditmaal lijkt hun opzet te slagen. Godzilla wordt in de baai van de Hudson aangevallen door drie duikboten en blijkbaar gedood. Ondertussen vinden Nick en een team van Franse soldaten de eieren van Godzilla in een metrotunnel onder Madison Square Garden. Ze zijn te laat om de eieren te vernietigen en de jonge Godzilla’s doden veel van de soldaten. Nick, Audrey, Victor en Philippe kunnen een tv-studio bereiken en zenden een bericht naar het leger. De autoriteiten geven meteen het bevel om Madison Square Guarden met de grond gelijk te maken. Het viertal kan net uit het gebouw ontkomen voordat drie F/A-18 Hornets het gebouw vernietigen, samen met alle jonge Godzillas.
Dan duikt onverwacht de volwassen Godzilla weer op. Woedend over de dood van zijn jongen achtervolgd hij Nick, Audrey, Victor en Philippe, die met een taxi aan het monster proberen te ontkomen. De achtervolging eindigt op de Brooklyn Bridge, waar Godzilla vast komt te zitten in de kabels van de brug. Nu hij niet meer kan bewegen, is hij een makkelijk doelwit voor de F/A-18 hornets. Na te zijn geraakt door meerdere raketten, sterft Godzilla.
Terwijl Nick, Audrey en Victor hun overwinning vieren, steelt Philippe de videotape van Victor. Hij belooft hem terug te zullen brengen nadat “zekere informatie” verwijderd is en verdwijnt in de nacht.
In de slotscène is te zien dat 1 ei de vernietiging van Madison Square Garden heeft overleefd. Net voor de aftiteling komt het ei uit…

## Rolverdeling
| Acteur            | Personage                   |
| ----------------- | --------------------------- |
| Matthew Broderick | Dr. Niko Tatopoulos         |
| Jean Reno         | Philippe Roaché             |
| Maria Pitillo     | Audrey Timmonds             |
| Hank Azaria       | Victor 'Animal' Palotti     |
| Kevin Dunn        | Colonel Hicks               |
| Michael Lerner    | Mayor Ebert                 |
| Harry Shearer     | Charles Caiman, WIDF Anchor |
| Arabella Field    | Lucy Palotti                |
| Vicki Lewis       | Dr. Elsie Chapman           |
| Doug Savant       | Sergeant O'Neal             |
| Malcolm Danare    | Dr. Mendel Craven           |
| Lorry Goldman     | Gene, Mayor's Aide          |
| Christian Aubert  | † Jean-Luc                  |
| Philippe Bergeron | † Jean-Claude               |
| Frank Bruynbroek  | † Jean-Pierre               |
| François Giroday  | † Jean-Philippe             |

## Achtergrond

### Filmmuziek
De film bevat nummers van onder meer Puff Daddy en Jimmy Page (Come with Me), Jamiroquai (Deeper Underground), Rage Against the Machine (No Shelter), Foo Fighters (A320), Ben Folds Five (Air), en Green Day (Brain Stew (Remix)). L'Arc-en-Ciel componeerde de openingsmuziek getiteld Shinsoku Lose Control voor de Japanse versie van de film.

### Vervolgen
De film kreeg een spin-off in de vorm van de animatieserie Godzilla: The Series. In deze serie wordt de verhaallijn uit de film voortgezet.
Een vervolg op de film stond aanvankelijk gepland. In de film zou Godzilla vechten met een enorm gemuteerd insect. De plannen voor deze film werden uiteindelijk geschrapt. Ironisch genoeg wordt dit idee wel min of meer gebruikt in de reboot uit 2014.
Aan het begin van de Japanse film Godzilla, Mothra and King Ghidorah: Giant Monsters All-Out Attack worden de gebeurtenissen uit deze film even genoemd. In de Japanse film Godzilla: Final Wars vocht de Japanse Godzilla kort even met de Amerikaanse versie en versloeg hem in een oogwenk.

### Box office
De film werd met gemengde reacties ontvangen. Hoewel de special effects uit de film vaak werden geprezen, waren veel Godzillafans niet te spreken over de manier waarop Godzilla in deze film werd neergezet. Een veelgehoorde kritiek was dat het monster niet op de oorspronkelijke Godzilla leek en de remake eerder Jurassic Park leek na te apen. De film bracht uiteindelijk $136.314.294 op in Amerika, en $379.014.294 in totaal.

### Cameos en verwijzingen naar andere films
- Barney the Dinosaur uit de televisieserie Barney & Friends is even te zien op een televisiescherm.
- Een actiefiguurtje van een alien uit Independence Day (1996) is zichtbaar op een computer in Madison Square Garden.
- De Japanse boot die wordt aangevallen door Godzilla heet Kobayashi Maru, als referentie naar Star Trek II: The Wrath of Khan. Kobayashi was ook de naam van de piloot die zich in Godzilla Raids Again opofferde om Godzilla te vernietigen.
- De enorme inktvis uit It Came from Beneath the Sea is te zien op een tv-scherm.

## Prijzen en nominaties
Godzilla werd genomineerd voor 15 prijzen waarvan hij er 7 won.
1998
- De Annie Award voor Outstanding Individual Achievement for Effects Animation
- De Bogey Award in Silver – gewonnen
- De Audience Award voor beste regisseur – gewonnen

1999
- Drie Saturn Awards:
  - Beste special effects – gewonnen
  - Beste regisseur
  - Beste fantasiefilm
- De BMI Film Music Award – gewonnen
- De Blockbuster Entertainment Award voor Favorite Song from a Movie
- De Golden Screen – gewonnen
- De Golden Reel Award voor Best Sound Editing – Sound Effects & Foley
- 5 Golden Raspberry Awards:
  - Slechtste remake of vervolg – gewonnen
  - Slechtste actrice (Maria Pitillo) – gewonnen
  - Slechtste regisseur
  - Slechtste film
  - Slechtste screenplay

## Trivia
- Sega Pinball bracht een flipperkastspel gebaseerd op de film uit.
- De openingsscène bevat beelden van de Baker Testen uit 1946.
- De burgemeester van New York (Ebert) en zijn adviseur (Gene) zijn zowel qua naam als fysieke gelijkenis een parodie op filmcritici Gene Siskel en Roger Ebert.